# Iglesia de Gales
La Iglesia de Gales (galés: Yr Eglwys yng Nghymru) es una iglesia anglicana de Gales, compuesta por seis diócesis.
El arzobispo de Gales no tiene una sede arzobispal fija, ya que sirve simultáneamente como uno de los seis obispos diocesanos. El cargo lo ocupa actualmente Andy John, obispo de Bangor, desde 2021.
A diferencia de la Iglesia de Inglaterra, la Iglesia de Gales no es una iglesia establecida. El desestablecimiento tuvo lugar en 1920 bajo la Ley de la Iglesia Galesa de 1914.
Como provincia de la Comunión Anglicana, la Iglesia de Gales reconoce al arzobispo de Canterbury como un foco de unidad pero sin ninguna autoridad formal. Un clérigo de la Iglesia de Gales puede ser designado para puestos en la Iglesia de Inglaterra, incluida la Sede de Canterbury; un exarzobispo de Canterbury, Rowan Williams, era de Gales y se desempeñó como arzobispo de Gales antes de su nombramiento en Canterbury.

## Nombre oficial
La Iglesia de Gales (en galés: Yr Eglwys yng Nghymru) adoptó su nombre por accidente. La Ley de la Iglesia de Gales de 1914 se refirió en todo momento a "la Iglesia de Gales", y la frase se usó para indicar la parte de la Iglesia de Inglaterra dentro de Gales. En una convención (de la Iglesia de Gales) celebrada en Cardiff en octubre de 1917, el juez Sankey dijo que, si bien el nombre "la Iglesia de Gales" le atraía, advirtió que había buenas razones legales por las que el nombre "la Iglesia en Gales" debería adoptarse, al menos al principio, para seguir la redacción del acto. Por lo tanto, el asunto se dejó en esa convención para que el segundo Consejo de Administración decidiera en su primera reunión.

## Historia
El cristianismo en Gales se remonta al período romano-británico y una iglesia episcopal organizada ha tenido una existencia continua en Gales desde ese momento. Gales se convirtió en un refugio para otros británicos luego de la invasión pagana anglosajona de lo que se convirtió en Inglaterra. Los galeses se negaron a cooperar con la misión de Agustín de Canterbury a los anglosajones. Sin embargo, una combinación de otras diócesis celtas que se reconciliaron con la Santa Sede de Roma y la conquista inglesa de Gales significó que desde la Edad Media, las diócesis galesas fueran parte de la provincia de Canterbury y también en comunión con la Sede de Roma hasta la Reforma inglesa. Posteriormente, fueron parte de la Iglesia de Inglaterra hasta su disolución en 1920. Desde la época de Enrique VIII de Inglaterra, Gales había sido absorbida por Inglaterra como entidad legal y la iglesia establecida en Gales era la Iglesia de Inglaterra.

### Desestablecimiento
Durante el siglo XIX, las Iglesias inconformistas crecieron rápidamente en Gales y, finalmente, la mayoría de los cristianos galeses eran inconformistas, aunque la Iglesia de Inglaterra siguió siendo la denominación individual más grande. A mediados del siglo XIX, la falta de nombramiento de un obispo de habla galesa para cualquier diócesis de Gales durante 150 años provocó un verdadero resentimiento; el desestablecimiento fue visto como una forma de afirmar la identidad nacional y lingüística.
Bajo la influencia de políticos inconformistas como David Lloyd George, el Gobierno Liberal aprobó la Ley de la Iglesia Galesa de 1914 para separar el anglicanismo en Gales de la Iglesia de Inglaterra. El proyecto de ley fue resistido ferozmente por miembros del Partido Conservador y bloqueado en la Cámara de los Lores, pero finalmente fue aprobado bajo las disposiciones de la Ley del Parlamento de 1911.
La oposición al desestablecimiento fue encabezada por el político conservador FE Smith, quien caracterizó el proyecto de ley de desestablecimiento como "un proyecto de ley que ha conmocionado la conciencia de todas las comunidades cristianas de Europa". En respuesta a esta descripción, el escritor GK Chesterton escribió el poema satírico "Antichrist, or the Reunion of Christendom: An Ode" que contiene la memorable réplica "Chuck It, Smith".
El acto desestableció y despojó a la "Iglesia de Gales", el término utilizado para definir la parte de la Iglesia de Inglaterra que se separaría. El desestablecimiento significó el fin del estatus legal especial de la iglesia, y los obispos galeses ya no tenían derecho a sentarse en la Cámara de los Lores como Lores Espirituales. Cuando la Iglesia en Gales se independizó del estado, los diezmos ya no estaban disponibles para la iglesia, dejándola sin una fuente importante de ingresos.
La desamortización, que fue incluso más controvertida que la disolución, significó que las dotaciones de la Iglesia en Gales se confiscaron parcialmente y se redistribuyeron a la Universidad de Gales y las autoridades locales. Este proceso fue llevado a cabo por los Comisionados de la Iglesia de Gales de acuerdo con los principios establecidos en la Ley de la Iglesia de Gales de 1914. Las dotaciones anteriores a 1662 debían ser confiscadas; los de fecha posterior debían permanecer. Esto se justificó por la teoría de que las dotaciones anteriores a 1662 se habían otorgado a la iglesia nacional de toda la población y, por lo tanto, pertenecían al pueblo en su conjunto y no a la Iglesia de Gales; comprensiblemente, este razonamiento fue fuertemente cuestionado. La fecha de 1662 fue la del Acta de Uniformidad posterior a la Restauración; fue después de este punto que las congregaciones no conformistas comenzaron a desarrollarse y la Iglesia de Inglaterra dejó de ser una iglesia nacional integral. Aunque anteriormente se había sugerido la secularización de las catedrales, la Iglesia de Gales conservó todos los edificios de la iglesia antigua y el privilegio de celebrar matrimonios legales sin referencia al registro civil.
Debido al estallido de la Primera Guerra Mundial en 1914, la Ley de Suspensión de 1914 se aprobó al mismo tiempo que la Ley de la Iglesia Galesa de 1914, lo que significa que la ley no se implementaría durante la guerra. La disolución finalmente entró en vigor en 1920. La Iglesia de Gales adoptó una constitución escrita, que ha sido revisada de vez en cuando,  y eligió un Cuerpo Gobernante que inicialmente se reunía una vez al año, pero ahora se reúne dos veces al año. El Cuerpo Gobernante tiene la máxima autoridad "para aprobar liturgias, revisar estructuras organizativas y asegurar recursos fiscales firmes para la misión y el ministerio de la iglesia". La Iglesia de Gales fue uno de los primeros miembros de la Comunión Anglicana en adoptar un gobierno sinodal.

### Desde 1920
A las parroquias que se superponen a la frontera se les permitió votar para acceder a la Iglesia de Gales o continuar en la Iglesia de Inglaterra; por lo que la línea de desestablecimiento no es lo mismo que la frontera entre los dos países. Unos cuantos distritos en los antiguos condados de Monmouthshire, Radnorshire y Flintshire permanecen adjuntos a las parroquias de las diócesis de Hereford y Chester y, en consecuencia, forman parte de la Iglesia de Inglaterra. Un decanato rural inglés completo con el nombre generalizado March que contiene Oswestry y áreas al noroeste de Shrewsbury, fue transferido de su ubicación histórica en la diócesis de St Asaph para ser consistente con la frontera civil allí. Las iglesias de Santa María, Caernarfon y Llangadwaladr, Anglesey, fueron transferidas de la diócesis de Chester a la de Bangor.
Hoy, la Iglesia de Gales es totalmente independiente tanto del estado como de la Iglesia de Inglaterra. Es un miembro independiente de la Comunión Anglicana, al igual que la Iglesia de Irlanda y la Iglesia Episcopal Escocesa.
En los primeros años del siglo XXI, la Iglesia de Gales ha comenzado a participar en numerosos debates. Estos se refieren particularmente al nombramiento de mujeres para el episcopado y el reconocimiento provincial de la igualdad de condiciones de los idiomas galés e inglés en todos los aspectos de la vida de la iglesia.

## Membresía
Tras la disolución en 1920, a la Iglesia de Gales inicialmente le fue mejor que a las iglesias no conformistas, que sufrieron un declive a finales del siglo XX. En 1960, la Iglesia afirmó tener 182.854 comulgantes, un aumento sobre la cifra comparable de 155.911 para 1945:: 107  107  aunque una reducción sobre la cifra de 196.389 comulgantes de Pascua en 1938:: 122  La Iglesia Anglicana no tiene "una definición única de ' membresía 'en la Iglesia en Gales ". En 2006, la asistencia semanal promedio se registró en 6.780 menores de 18 años y 39.490 mayores de 18. La asistencia más alta fue en Semana Santa, con 68.120 en el culto (68.837 en 2007). En 2014, la asistencia a la Iglesia en Gales fue de 52 021 en Semana Santa: una disminución de alrededor de 16 000 miembros desde 2007, pero un aumento desde 2013. Además, en 2014, diecinueve iglesias fueron cerradas o despedidas. En general, en 2014, la Iglesia de Gales registró 152 000 asistentes en sus parroquias y congregaciones, en comparación con 105 000 en 2013. En 2018, el número de comulgantes en Semana Santa fue de 46.163 y el número de personas inscritas en el censo electoral de 42.441.
Según las estadísticas de 2015, cuando se incluyen todos los "otros actos de adoración importantes", la iglesia informó tener un total de 206.000 asistentes. "Tales servicios adicionales, que incluyen servicios cívicos, servicios familiares, servicios de recuerdo, Carol y Christingle, registraron una asistencia total de unas 206.000 personas en 2015, en comparación con 152.000 en 2014". En 2017, "las parroquias registraron 210,000 personas que asistieron a otros tipos de culto tradicional, que podrían incluir servicios cívicos, servicios familiares, servicios de conmemoración, Carol y Christingle".
En 2000, la afiliación como porcentaje de la población era del 1,6%.  Entre 1996 y 2016, el número de miembros inscritos de la Iglesia en Gales se redujo de 91.247 a 45.759  o el 1,5 % de una población total de 3.113.150. El número de miembros de la Iglesia en Gales en la "lista electoral" se redujo aún más a 42.441 en 2018 o 1,4 % de la población galesa total de 3.187.203. La iglesia anglicana afirma ser la denominación más grande de Gales.

## Estructura
El sistema de gobierno de la Iglesia en Gales es el gobierno de la iglesia episcopal, que es el mismo que el de otras iglesias anglicanas.
Antes de 1920, había cuatro diócesis en Gales, todas parte de la provincia de Canterbury y cada una dirigida por su propio obispo:
- La diócesis de Bangor
- La diócesis de San Asaf
- La diócesis de St Davids
- La diócesis de Llandaff

Poco después de la creación de la Iglesia en Gales se erigieron dos diócesis adicionales:
- La diócesis de Monmouth en 1921
- La diócesis de Swansea y Brecon en 1923

Monmouth fue creado a partir de uno de los archidiáconos de la diócesis de Llandaff. Swansea y Brecon se crearon a partir de la parte este de la diócesis de St Davids, que corresponde en gran medida a la ciudad y el condado actuales de Swansea y los condados tradicionales de Breconshire y Radnorshire.
Cada diócesis se divide en dos o tres arcedianatos, con 15 de estos en total. Cada uno tiene un archidiácono, que es responsable ante el obispo de su administración. Los arcedianatos se dividen a su vez en decanatos.
Cada diócesis tiene su propia catedral, la "iglesia madre" de la diócesis y la sede del obispo. En la catedral se llevan a cabo importantes eventos como la entronización de un nuevo obispo. Cada catedral tiene un deán, designado para administrar la catedral, con la asistencia del cabildo. Junto con los archidiáconos, el decano de la catedral es uno de los clérigos más destacados de la diócesis, después del obispo. El capítulo está compuesto por el decano y varios canónigos seleccionados entre los clérigos de la diócesis.

### Escudos diocesanos y episcopales
Los siguientes escudos de armas episcopales son los que cada obispo tiene el privilegio de llevar mientras está en el cargo. El escudo de armas oficial diocesano es idéntico a la versión episcopal, sin embargo, no lleva la mitra. Con la introducción de los nuevos logotipos para muchas de las diócesis, su uso estricto ha disminuido durante los últimos años (generalmente desde 2006 en adelante) y, como tal, los escudos de armas a menudo se usan como sinónimos.

Bangor
St Asaph
St Davids
Swansea y Brecon
Monmouth
Llandaff
Combinado